# Stanisław Targosz (duchowny)
Stanisław Targosz (ur. 13 kwietnia 1911 w Krakowie, zm. 30 czerwca 1944 we Włoszech) – polski duchowny katolicki, kapelan Wojska Polskiego, pośmiertnie awansowany na stopień majora.

## Życiorys
Był synem Franciszka i Karoliny z Wróblewskich. Po egzaminie dojrzałości, złożonym w III Gimnazjum im. Króla Jana III Sobieskiego w Krakowie, kształcił się w krakowskim seminarium duchownym oraz na Wydziale Teologicznym Uniwersytetu Jagiellońskiego. Święcenia kapłańskie otrzymał 5 kwietnia 1936. Posługę duszpasterską rozpoczął od funkcji wikariusza w Zebrzydowicach.
W 1938 został wikariuszem w parafii św. Józefa w Krakowie-Podgórzu, jednocześnie pracował jako katecheta w szkole dokształcającej przy Szkole Powszechnej nr 1 w Krakowie oraz działał w stowarzyszeniach zrzeszających młodzież rzemieślniczą. Wybuch wojny zastał go w Waszyngtonie, dokąd wyjechał na kongres Międzynarodowej Federacji Studentów Pax Romana; pozostał w USA, podejmując pracę w parafii św. Jacka w Detroit. Od 1943 był kapelanem w wojskowym obozie szkoleniowym w kanadyjskim Owen Sound.
Jesienią 1943 dołączył do Wojska Polskiego w Palestynie. Jako kapelan 3 batalionu strzelców karpackich (w 3 Dywizji Strzelców Karpackich) wziął udział w kampanii włoskiej. W czasie walk o Monte Cassino odprawił polową mszę w tzw. Dużej Misce. Obok duszpasterskiej pełnił też posługę sanitarną oraz pracował jako goniec. Zginął wskutek wybuchu miny po bitwie na Chienti, kiedy w ramach przygotowań pogrzebowych zbierał poległych. Pochowany został w Monte San Giusto, po wojnie zwłoki przeniesiono na Cmentarz Polski w Loreto.
Targosz napisał książkę Polonia katolicka w Stanach Zjednoczonych w przekroju; w 1975 w „Tygodniku Powszechnym” ukazały się fragmenty jego Dziennika kapelana spod Monte Cassino. Był odznaczony Krzyżem Srebrnym Orderu Wojennego Virtuti Militari, Krzyżem Walecznych, Medalem Wojska oraz wojennymi odznaczeniami brytyjskimi. Pośmiertnie otrzymał awans na stopień majora.